# Olympische Sommerspiele 1972/Radsport – Einerverfolgung Bahn (Männer)
Die Einerverfolgung im Bahnradsport der Männer über 4000 Meter bei den Olympischen Spielen 1972 wurde vom 31. August bis 1. September ausgetragen.

## Ergebnisse

### Qualifikation
| Rang | Athlet                | Nation              | Zeit (min) |
| ---- | --------------------- | ------------------- | ---------- |
| 1    | Knut Knudsen          | Norwegen            | 4:49,06    |
| 2    | John Bylsma           | Australien          | 4:50,06    |
| 3    | Hans Lutz             | BR Deutschland      | 4:51,33    |
| 4    | Luciano Borgognoni    | Italien             | 4:52,37    |
| 5    | Xaver Kurmann         | Schweiz             | 4:54,50    |
| 6    | Carlos Miguel Álvarez | Argentinien         | 4:55,46    |
| 7    | Roy Schuiten          | Niederlande         | 4:56,10    |
| 8    | Luis Díaz             | Kolumbien           | 4:56,32    |
| 9    | Thomas Huschke        | DDR                 | 4:57,95    |
| 10   | Ian Hallam            | Großbritannien      | 4:59,43    |
| 11   | Francisco Huerta      | Mexiko              | 5:00,93    |
| 12   | John Vande Velde      | Vereinigte Staaten  | 5:01,75    |
| 13   | Reno Olsen            | Dänemark            | 5:02,00    |
| 14   | Mieczysław Nowicki    | Polen               | 5:02,28    |
| 15   | Iwan Zwetkow          | Bulgarien           | 5:02,39    |
| 16   | Milan Puzrla          | Tschechoslowakei    | 5:02,55    |
| 17   | Miguel Espinós        | Spanien             | 5:03,26    |
| 18   | Wilfried Wesemael     | Belgien             | 5:04,67    |
| 19   | Raimo Suikkanen       | Finnland            | 5:06,77    |
| 20   | Michel Zuccarelli     | Frankreich          | 5:07,17    |
| 21   | Roberto Heredero      | Kuba                | 5:07,70    |
| 22   | Ron Hayman            | Kanada              | 5:17,51    |
| 23   | Vernon Stauble        | Trinidad und Tobago | 5:17,87    |
| 24   | Orlando Bates         | Barbados            | 5:19,68    |
| 25   | Khosro Haghgosha      | Iran                | 5:22,98    |
| 26   | Michael Lecky         | Jamaika             | 5:29,90    |
| 27   | Tarek Abu Al Dahab    | Libanon             | 5:41,19    |
| 28   | Maximo Junta          | Philippinen         | 5:53,19    |

### Viertelfinale

#### Viertelfinale 1
| Rang | Athlet             | Nation  | Zeit (min) |
| ---- | ------------------ | ------- | ---------- |
| 1    | Xaver Kurmann      | Schweiz | 4:50,54    |
| 2    | Luciano Borgognoni | Italien | 4:52,31    |

#### Viertelfinale 2
| Rang | Athlet                | Nation         | Zeit (min) |
| ---- | --------------------- | -------------- | ---------- |
| 1    | Hans Lutz             | BR Deutschland | 4:56,17    |
| 2    | Carlos Miguel Álvarez | Argentinien    | 4:57,09    |

#### Viertelfinale 3
| Rang | Athlet       | Nation      | Zeit (min) |
| ---- | ------------ | ----------- | ---------- |
| 1    | John Bylsma  | Australien  | 4:50,47    |
| 2    | Roy Schuiten | Niederlande | 4:52,16    |

#### Viertelfinale 4
| Rang | Athlet       | Nation    | Zeit (min)  |
| ---- | ------------ | --------- | ----------- |
| 1    | Knut Knudsen | Norwegen  | 4:47,43     |
| 2    | Luis Díaz    | Kolumbien | Überrundung |

### Halbfinale

#### Halbfinale 1
| Rang | Athlet        | Nation     | Zeit (min) |
| ---- | ------------- | ---------- | ---------- |
| 1    | Xaver Kurmann | Schweiz    | 4:47,04    |
| 2    | John Bylsma   | Australien | 4:47,41    |

#### Halbfinale 2
| Rang | Athlet       | Nation         | Zeit (min) |
| ---- | ------------ | -------------- | ---------- |
| 1    | Knut Knudsen | Norwegen       | 4:45,57    |
| 2    | Hans Lutz    | BR Deutschland | Overtaken  |

### Finalrunde

#### Duell um Bronze
| Rang | Athlet      | Nation         | Zeit (min) |
| ---- | ----------- | -------------- | ---------- |
| 3    | Hans Lutz   | BR Deutschland | 4:50,80    |
| 4    | John Bylsma | Australien     | 4:54,93    |

#### Finale
| Rang | Athlet        | Nation   | Zeit (min) |
| ---- | ------------- | -------- | ---------- |
| 1    | Knut Knudsen  | Norwegen | 4:45,74    |
| 2    | Xaver Kurmann | Schweiz  | 4:51,96    |

## Abschlussplatzierungen
| Rang | Athlet                | Nation              |
| ---- | --------------------- | ------------------- |
| 1    | Knut Knudsen          | Norwegen            |
| 2    | Xaver Kurmann         | Schweiz             |
| 3    | Hans Lutz             | BR Deutschland      |
| 4    | John Bylsma           | Australien          |
| 5    | Carlos Miguel Álvarez | Argentinien         |
| 5    | Luciano Borgognoni    | Italien             |
| 5    | Luis Díaz             | Kolumbien           |
| 5    | Roy Schuiten          | Niederlande         |
| 9    | Thomas Huschke        | DDR                 |
| 10   | Ian Hallam            | Großbritannien      |
| 11   | Francisco Huerta      | Mexiko              |
| 12   | John Vande Velde      | Vereinigte Staaten  |
| 13   | Reno Olsen            | Dänemark            |
| 14   | Mieczysław Nowicki    | Polen               |
| 15   | Iwan Zwetkow          | Bulgarien           |
| 16   | Milan Puzrla          | Tschechoslowakei    |
| 17   | Miguel Espinós        | Spanien             |
| 18   | Wilfried Wesemael     | Belgien             |
| 19   | Raimo Suikkanen       | Finnland            |
| 20   | Michel Zuccarelli     | Frankreich          |
| 21   | Roberto Heredero      | Kuba                |
| 22   | Ron Hayman            | Kanada              |
| 23   | Vernon Stauble        | Trinidad und Tobago |
| 24   | Orlando Bates         | Barbados            |
| 25   | Khosro Haghgosha      | Iran                |
| 26   | Michael Lecky         | Jamaika             |
| 27   | Tarek Abu Al Dahab    | Libanon             |
| 28   | Maximo Junta          | Philippinen         |